# Ville métropolitaine

Villes métropolitaines italiennes.

Une ville métropolitaine (ou cité métropolitaine par calque de l'italien città metropolitana) est une subdivision administrative de la République italienne créée en 2014, dont le territoire est constitué autour d'une grande ville et remplace la province homonyme[pas clair]. Elle correspond au concept international de métropole urbaine[pas clair].

## Historique
Les villes métropolitaines sont instituées par la loi  en 2014, après avoir été prévues par la réforme des collectivités locales dès 1990,, et inscrites dans la Constitution en 2001.
En 2015, deviennent villes métropolitaines, se substituant donc aux provinces homonymes : 
- Bari, Bologne, Florence, Gênes, Milan, Naples, Rome-Capitale et Turin, le 1er janvier 2015 ;
- Venise, après les élections municipales de juin ;
- en Sicile, Catane, Messine et Palerme, par la loi régionale du 4 août.

## Liste des villes métropolitaines
| No | Ville métropolitaine | Communes | Population (Au 1er janvier 2015) | Superficie (km2) | Densité (hab./km2) | Création |
| -- | -------------------- | -------- | -------------------------------- | ---------------- | ------------------ | -------- |
| 1  | Rome Capitale        | 121      | 4 342 046                        | 5 352            | 807                | 2014     |
| 2  | Milan                | 134      | 3 196 825                        | 1 575            | 2 016              | 2014     |
| 3  | Naples               | 92       | 3 118 149                        | 1 171            | 2 670              | 2014     |
| 4  | Turin                | 316      | 2 291 719                        | 6 829            | 336                | 2014     |
| 5  | Palerme              | 82       | 1 276 525                        | 5 009            | 255                | 2015     |
| 6  | Bari                 | 41       | 1 266 379                        | 3 821            | 329                | 2014     |
| 7  | Catane               | 58       | 1 116 168                        | 3 574            | 312                | 2015     |
| 8  | Florence             | 42       | 1 012 180                        | 3 514            | 286                | 2014     |
| 9  | Bologne              | 56       | 1 004 323                        | 3 702            | 270                | 2014     |
| 10 | Gênes                | 67       | 862 175                          | 1 839            | 472                | 2014     |
| 11 | Venise               | 44       | 858 198                          | 2 462            | 348                | 2014     |
| 12 | Messine              | 108      | 653 737                          | 3 247            | 201                | 2015     |
| 13 | Reggio de Calabre    | 97       | 557 993                          | 3 183            | 175                | 2016     |
| 14 | Cagliari             | 71       | 431 302                          | 1 248            | 345                | 2016     |
| 15 | Sassari              |          |                                  |                  |                    | 2021     |

## Institutions
La ville métropolitaine comprend trois institutions :
- le maire ;
- le conseil ;
- la conférence métropolitaine.